# أوخينيو فوينتس
أوخينيو فوينتس (بالإسبانية: Eugenio Fuentes)‏ روائي إسباني، وُلد في بلدية مونتيهيرموسو بمقاطعة قصرش عام 1958. يُعد المُحقق الخاص ريكاردو كوبيدو هو الشخصية الرئيسية في أعماله الروائية. تتميز أعماله بدقة التحليلات والأبعاد النفسية لشخصياته الدرامية والتحكم في وقت الحبكة الجرائمية ونقد الواقع الاجتماعي، مما أهله ليتحول إلى المُمثل الرئيسي للرواية السوداء في إسبانيا.